# 東苫田村
東苫田村（ひがしとまだそん）は、岡山県苫田郡にあった村。
現在の津山市大田、勝部、志戸部、紫保井、沼、籾保、弥生町に当たる。
ここでは現在の津山市東苫田地区についても扱う。

## 沿革
- 1889年6月1日 - 町村制施行に伴い、東南条郡大田村、勝部村、志戸部村、沼村、籾保村が合併し、東苫田村となる。大字志戸部に役場を置く。
- 1900年4月1日 - 東南条郡が東北条郡、西西条郡、西北条郡と合併し、苫田郡となる。
- 1941年2月11日 - 久米郡佐良山村とともに津山市へ編入される。

## 東苫田地区
東苫田村の範囲を以って東苫田村と呼んでいる。小学校は大田の全域、紫保井の一部、沼の一部が弥生小学区、その他は鶴山小学区。中学校は大田の全域、紫保井の一部、沼の一部が北陵中学区、その他が中道中学区（大田・紫保井は小学区と中学区の区分けは同じだが、沼は少し分け方が異なる）。小学校が2つ、また、平成の大合併前の津山市の5つの中学校の内2つがこの地区にある。

### 隣接自治体：地区
- 津山市東津山地区
- 津山市高倉地区
- 津山市高田地区
- 津山市高野地区
- 津山市西苫田地区

### 地区の地名
- 大田
- 勝部
- 志戸部
- 沼
- 籾保

### 人口
8211人（2019年1月1日現在。住民基本台帳による。津山市調べ）。地名ごとの人口は各地名記事参照。

## 教育

### 保育園
- やよい保育園

### 学校
- 津山市立鶴山小学校
- 津山市立弥生小学校

## 交通

### 鉄道
地区内を走る鉄道なし

### 道路
廃止当時は未完成。高速道路は中国自動車道が通過のみ。国道はなし。

#### 県道
- 一般県道
  - 岡山県道394号大篠津山停車場線
  - 岡山県道452号小原船頭線
  - 岡山県道478号大田上横野線

## 河川・山岳

### 河川
- 宮川
- 横野川

## 名所・旧跡・観光スポット・祭事・催事
- 弥生住居跡
- グリーンヒルズ津山

### 寺院・神社

#### 神社
- 大田神社
- 勝部神社
- 齋神社
- 八幡神社

## その他
村制廃止後の1953年、籾保の一部が紫保井となる。1872年に籾山村と紫保井村が合併して籾保村となっており、籾保の籾は籾山の籾、保は紫保井の保のことであるが、旧籾山村の範囲は紫保井が分離した後も籾保のままである。
また、1966年、沼の一部が弥生町となった。